# George Ratsey
George Ernest Ratsey (* 25. Juli 1875 in London; † 25. Dezember 1942 in New Rochelle, Vereinigte Staaten) war ein britischer Segler.

## Erfolge
George Ratsey nahm in der 8-Meter-Klasse an den Olympischen Spielen 1908 in London teil. Er war Skipper der Sorais, die mit vier weiteren Booten um die Medaillen segelte. Das Gesamtresultat orientierte sich am besten Ergebnis der einzelnen Wettfahrten. Dabei belegte die Sorais in drei Wettfahrten zweimal den zweiten Platz, womit sie die Regatta auf dem dritten Rang hinter dem zweimal siegreichen britischen Boot Cobweb von Skipper Blair Cochrane und dem einmal siegreichen schwedischen Boot Vinga von Skipper Carl Hellström beendete. Neben Ratsey gewannen die Crewmitglieder Alfred Hughes, Frederick Hughes, Philip Hunloke und William Ward die Bronzemedaille. 1923 gelang ihm im Starboot am Long Island Sound der Gewinn der Vizeweltmeisterschaft.
Sein Sohn Colin Ratsey gewann 1932 bei der Olympischen Regatta die Silbermedaille im Starboot.